# García (Nuevo León)
García ist eine Stadt im gleichnamigen Municipio García des mexikanischen Bundesstaats Nuevo León, die Teil der Zona Metropolitana de Monterrey ist. 2020 hatte die Stadt 234.698 Einwohner. Die Gemeinde hatte eine Einwohnerzahl von 397.205. Die Gemeinde wurde zu Ehren von Joaquín García benannt, der in der Stadt geboren wurde und zwei Amtszeiten als Gouverneur des Staates Nuevo León diente. Vor der Namensänderung hieß die Gemeinde Hacienda de San Juan el Bautista de Pesquería Grande.

## Demografie
Bei der Volkszählung 2020 hatte die Stadt eine Einwohnerzahl von 234.698, wovon 119.220 männlich und 115.478 weiblich waren. Die Alphabetisierungsrate lag bei 98,7 %. Von der Bevölkerung waren 73,5 % römisch-katholisch, 11,8 % protestantisch und 14,6 % ohne Religion.
| Jahr | Einwohner¹ |
| ---- | ---------- |
| 1990 | 25.080     |
| 2005 | 37.692     |
| 2010 | 93.656     |
| 2020 | 234.698    |

¹ 1990 – 2010: Volkszählungsergebnisse

## Wirtschaft
In der Stadt befindet sich der Hauptsitz des Aluminiumunternehmens Nemak.